# Байганин (Темирский район)
Байганин (каз. Байғанин, до 199? года — Ставрополь) — село в Темирском районе Актюбинской области Казахстана. Входило в состав Перелюбовского (ныне Аксайского) сельского округа. Упразднено в 2000-е годы.

## Население
В 1989 году население села составляло 371 человек. Национальный состав: казахи — 76 %. В 1999 году население села составляло 233 человека (111 мужчин и 122 женщины).
| Численность населения | Численность населения |
| 1989                  | 1999                  |
| --------------------- | --------------------- |
| 371                   | ↘233                  |